# Jędrzychówek
Jędrzychówek is een plaats in het Poolse district  Polkowicki, woiwodschap Neder-Silezië. De plaats maakt deel uit van de gemeente Przemków en telt 88 inwoners.